# Pareclectis invita
Pareclectis invita är en fjärilsart som först beskrevs av Edward Meyrick 1912.  Pareclectis invita ingår i släktet Pareclectis och familjen styltmalar. Inga underarter finns listade i Catalogue of Life.